# 日田バス

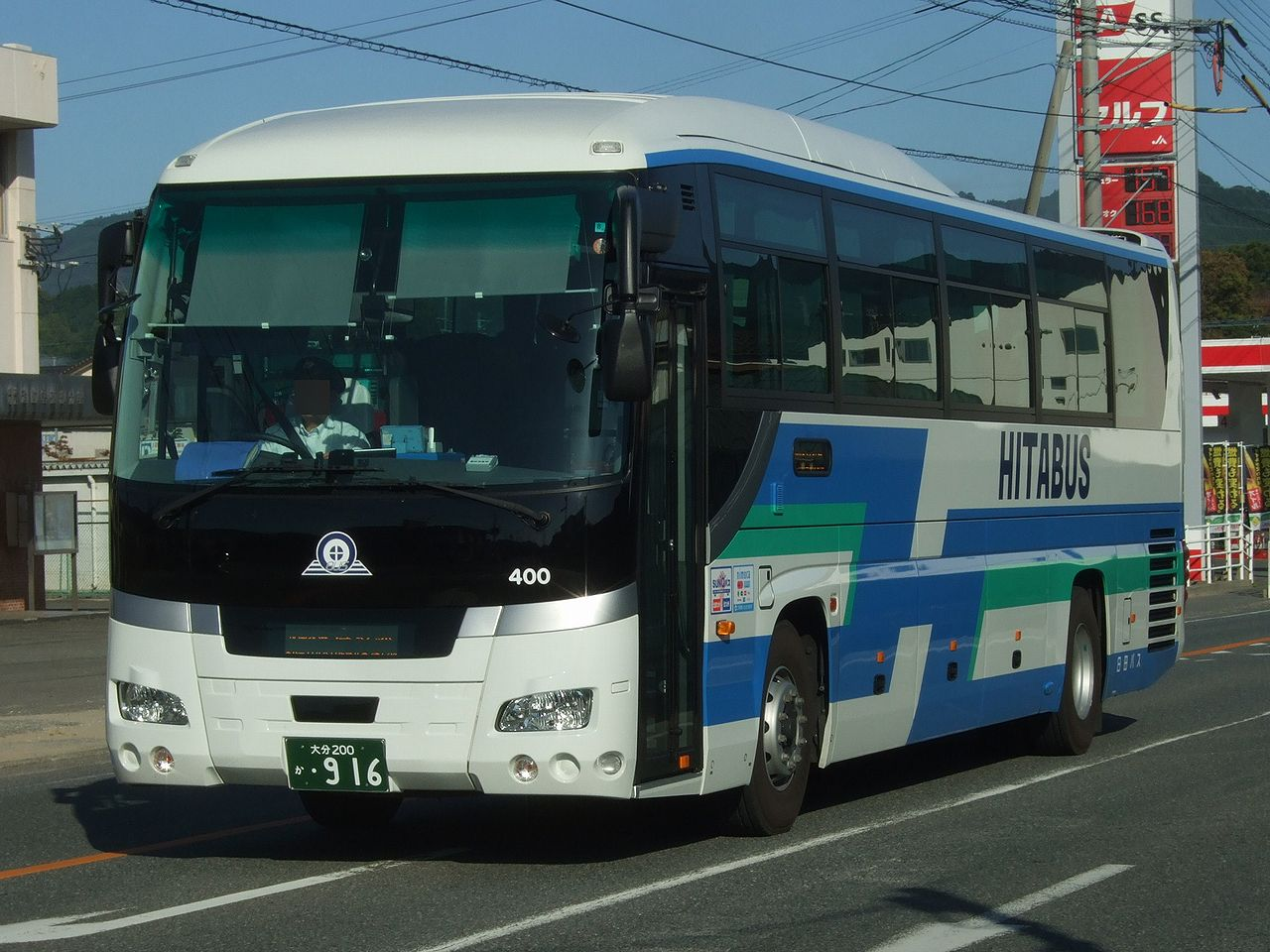
高速バス

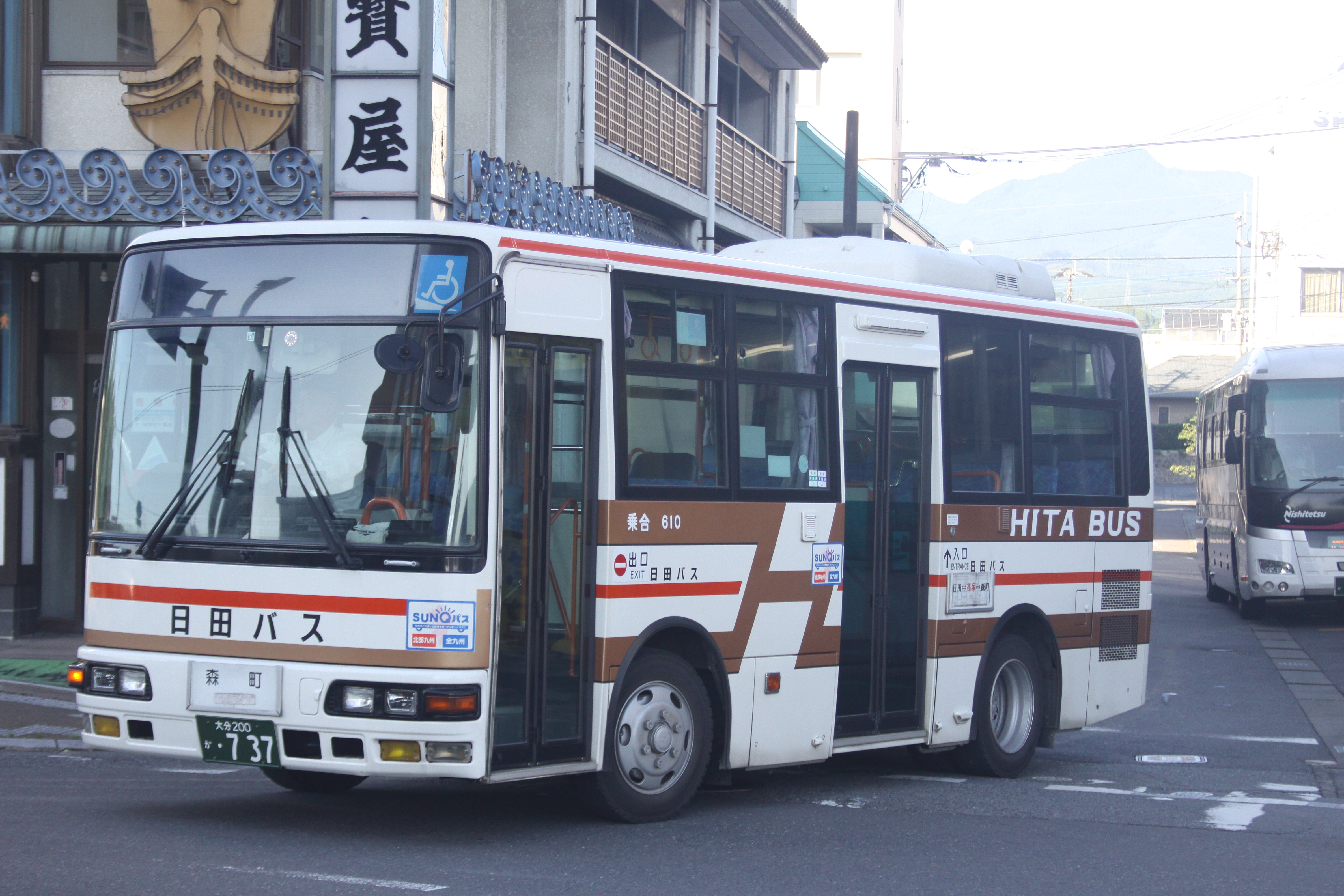
一般路線バス

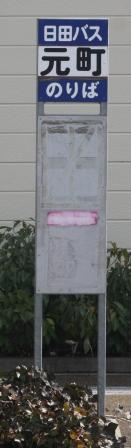
バス停の例（元町）

日田バス株式会社（ひたバス、英: Hita Bus Co., Ltd.）は、大分県西部を営業地域とする、西日本鉄道（西鉄）系列の乗合バス・貸切バス事業者である。
路線バスは日田市・玖珠郡玖珠町、熊本県阿蘇郡小国町で運行している。また、日田市の市地域公共交通総合連携協議会より委託を受け、日田市内循環バス「ひたはしり号」の運行も行っている。かつては福岡県久留米市・うきは市・朝倉市・大分県玖珠郡九重町にも路線があったが撤退した。

## 沿革
- 1936年（昭和11年）2月4日 - 石井自動車・小国石井自動車・旭自動車の3社合併により日田自動車株式会社設立。
- 1948年（昭和23年）4月 - 九州自動車株式会社に商号変更。
- 1949年（昭和24年）3月 - 日田自動車株式会社に商号変更。
- 1950年（昭和25年）7月19日 - 西鉄と福岡 - 日田 - 杖立間の相互乗り入れ協定締結
- 1950年（昭和25年）10月 - 貸切バス事業開始
- 1951年（昭和26年）12月 - 日田バス株式会社に商号変更
- 1953年（昭和28年）12月 - 日田観光有限会社設立。
- 1961年（昭和36年）11月 - 亀の井バスと共同出資で九重交通開発株式会社を設立。
- 1962年（昭和37年）6月16日 - 福岡-九重間長距離バス「くじう号」運行開始
- 1963年（昭和38年）3月15日 - 昭和自動車、祐徳自動車、九州産業交通、堀川自動車、西日本鉄道、日本国有鉄道、福岡市、鉄道弘済会、博多ステーションビル、福岡市乗用自動車協会の共同出資で株式会社福岡交通センターを設立。
- 1964年（昭和39年）9月 - 西鉄が資本参加、関係会社となる。
- 1965年（昭和40年）8月1日 - 西鉄、亀の井バスと共同で福岡・久留米-別府間特急バス「ゆふ」、「きじま」運行開始。
- 1966年（昭和41年）
  - 3月19日 - 西鉄と共同で久留米-杖立間特急バス運行開始。
  - 7月30日 - 西鉄と共同で佐賀-日田-九重間特急バス「はんだ」運行開始。
  - 8月1日 - 西鉄と共同で北九州-別府-九重間特急バス「やまなみ」運行開始。
- 1970年（昭和45年）
  - 12月 - 本社、営業所を移転。
  - 12月20日 - 日田バスセンター営業開始。
- 1971年（昭和46年）11月 - 子会社の日田観光が日田バス観光興産に商号変更。
- 1972年（昭和47年）7月 - 西日本自動車整備の経営権を取得し、子会社の日田バス自動車工業株式会社を設立。
- 1973年（昭和48年）2月 - 子会社の株式会社日田バス商事を設立。
- 1984年（昭和59年）
  - 4月 - 本社を日田営業所内に移転。
  - 4月27日 - 日田バスセンター新築、営業開始[2]。
- 1992年（平成4年）8月 - 亀の井バスと共同で大分-日田-長崎間高速バス「サンライト号」運行開始。
- 1998年（平成10年）10月 - 子会社の日田バス商事を日田バス観光興産が吸収合併。
- 2001年（平成13年）11月 - 西鉄より福岡-日田線高速バスの管理受託運行開始
- 2007年（平成19年）5月26日 - 九重夢大吊橋と高速バス「とよのくに」連絡バス運行開始。
- 2009年（平成21年）2月1日 - 日田バス観光興産解散。
- 2010年（平成22年）2月1日 - 日田バス自動車工業を吸収合併。
- 2011年（平成23年）2月10日 - 本社、日田営業所を移転。管理受託する西日本鉄道日田東町自動車営業所を日田第二自動車営業所に改称。
- 2016年（平成28年）10月1日、九重町の路線全廃、同町から撤退。11月1日－杷木営業区（西日本鉄道杷木第二自動車営業所）を新設、西鉄本体から甘木幹線の運行を一部受託。
- 2019年（令和元年）10月1日 - 日田バスセンターをリニューアルするとともに日田バスターミナルに改称[2][3]。
- 2020年（令和2年）4月30日 - この日を以って福岡県内の独自路線か全廃、同県から撤退。以後同県の路線は西鉄バス二日市甘木幹線の管理受託のみとなる。
- 2023年（令和5年）8月28日 - 日田彦山線BRTひこぼしラインの開業に伴い、JR九州バスより運行の一部を受託[4]。

## 本社及び営業所・整備場

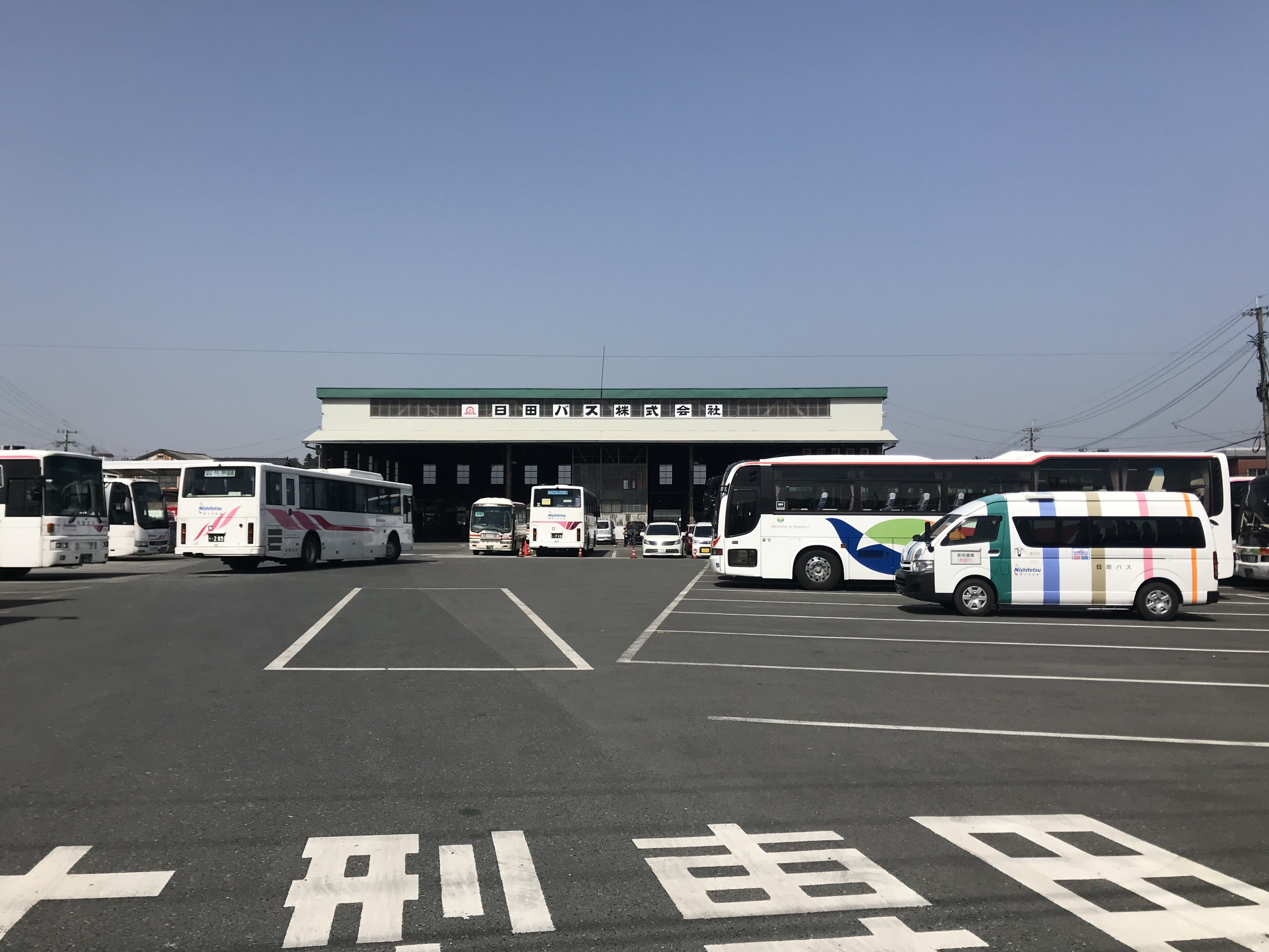
日田整備工場

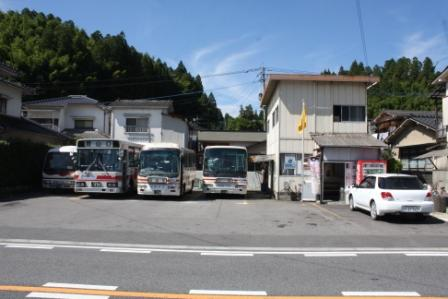
玖珠営業区（廃止）

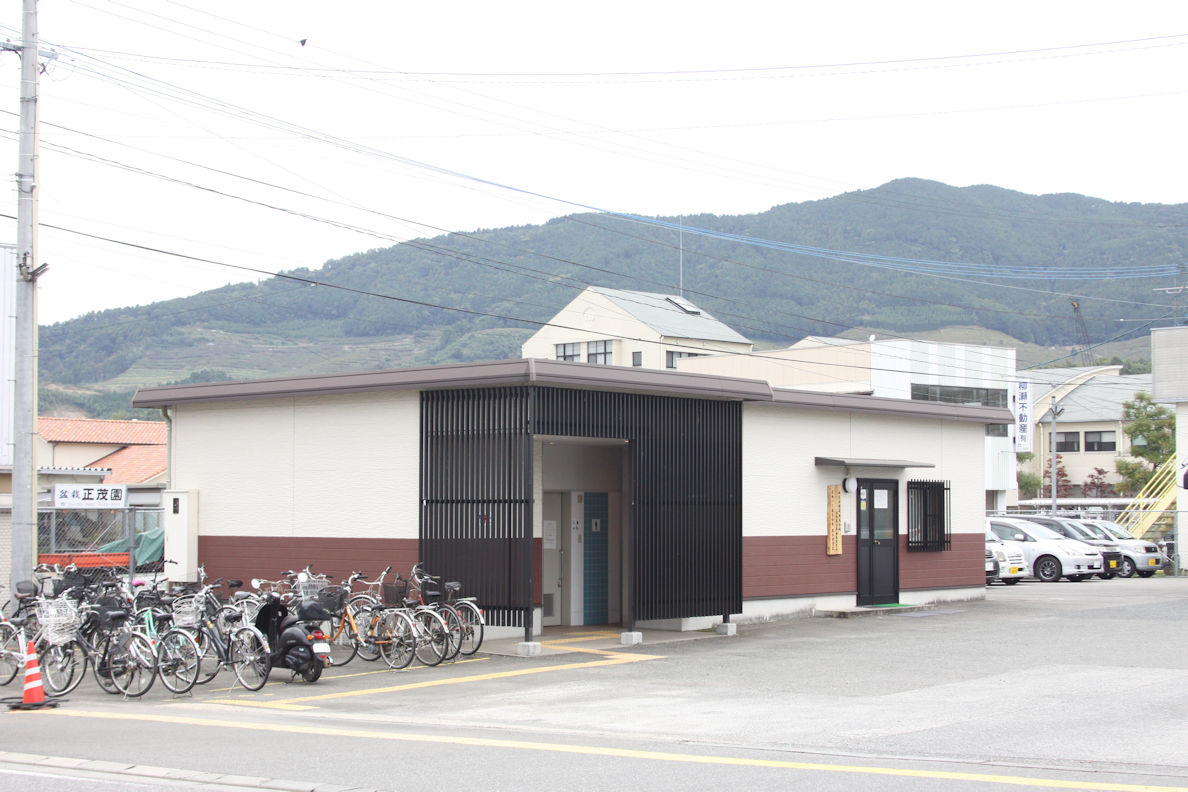
杷木営業区

本社所在地は大分県日田市本町8番18号（日田営業所内）。以下の営業所を持つ。
- 日田営業所（日田市本町8-18）
  - 西日本鉄道日田第二自動車営業所を併設し、西日本鉄道より高速バス「ひた号」を管理受託運行する。管理委託車両に付けられる営業所表記は【○日】。最寄りバス停は「日田営業所」。また、日田彦山線BRTの管理受託のためJR九州バス添田支店日田営業所が設置されている[5]。
- 日田整備工場（日田市東町1-35） - 本社・日田営業所と道路を隔てて隣接。旧・西鉄日田自動車営業所敷地。
- 杷木営業区（福岡県朝倉市杷木池田534番2） - 2016年11月1日開設。最寄りバス停は「杷木発着所」
  - 貸切バス営業所と西日本鉄道杷木第二自動車営業所を併設し、西日本鉄道より一般路線バス「甘木幹線」の一部便を受託運行する[6]。管理委託車両に付けられる営業所表記は、黒色表記の【○杷】。

### 廃止された営業所・整備場
- 玖珠営業区（玖珠郡玖珠町大字森1013-1） - 最寄りバス停は「森町」。2025年3月31日廃止[7]
- 玖珠整備工場（玖珠郡玖珠町大字大隈184-1） - 子会社であった旧・日田バス自動車工業の本社が併設されていた。

## 主なバスターミナル

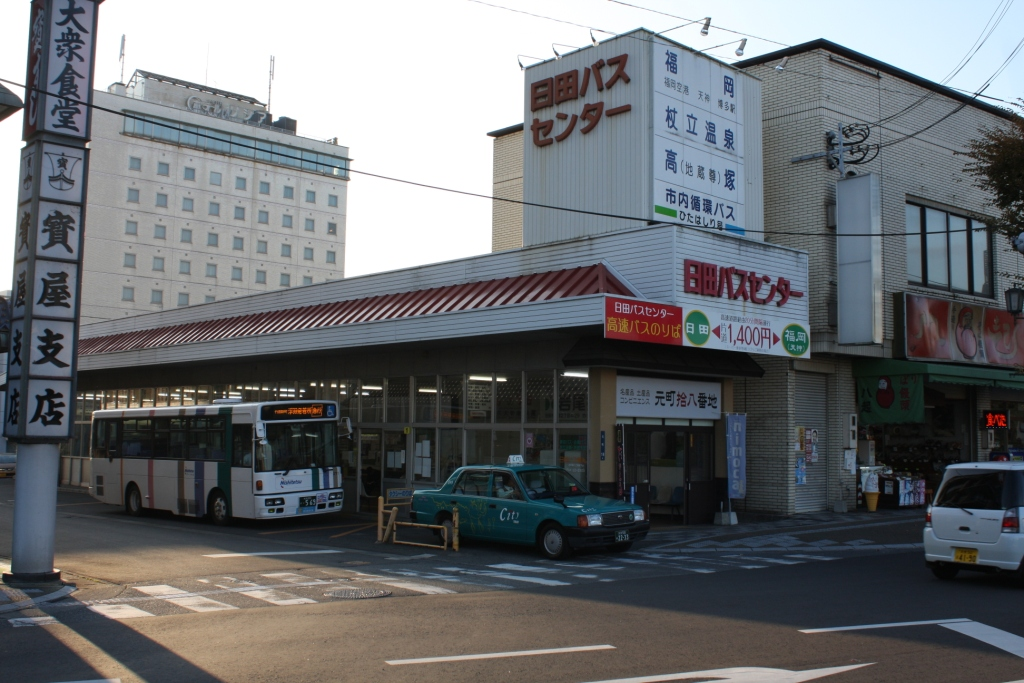
日田バスセンター（日田バスターミナルへの改装前）

- 日田バスターミナル（旧称：日田バスセンター）[2]
JR九州久大本線日田駅の向かいにある。日田市内を発着するすべての高速バス（大分自動車道のみを通過する路線は除く）、一般路線バスが発着し、出札機能もある。
- 杷木発着所
福岡県朝倉市杷木池田に所在。杷木営業区を併設する。

## 現行路線

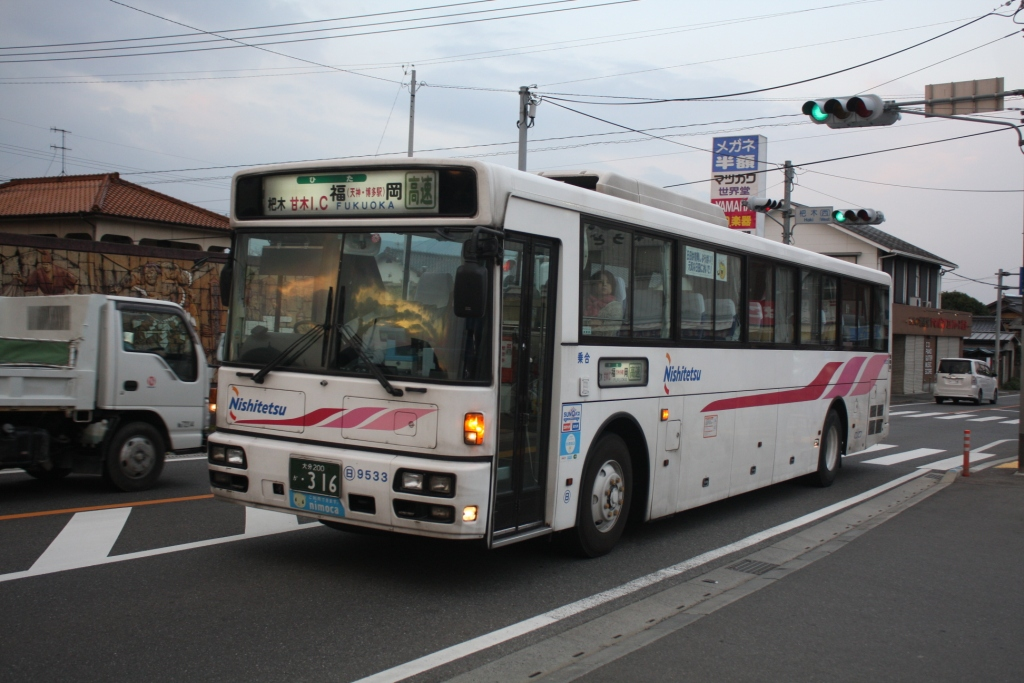
管理受託運行する西鉄日田第二営業所所属の高速バスひた号車両

### 高速バス
- 由布院BC - 高速日田 - 福岡「ゆふいん号」（亀の井バス、西日本鉄道と共同運行）
- 日田営業所 - 日田BT - 福岡「ひた号」（西日本鉄道と共同運行）
  - ひた号においては、西日本鉄道運行分も日田バスに管理委託されており、運行業務は自社便・西鉄便とも全て日田バスの乗務員が担当するため実質的に100パーセント日田バスによって運行されている。なお、車両運用の面などにおいてはあくまで日田バスとは切り離されており、受託運行分は「西日本鉄道株式会社日田第二自動車営業所」として運営され、車両の所属は○日と表記している。
- 福岡 - 黒川温泉線（九州産交バスと共同運行） 日田 - 瀬の本間は特急扱い。
  - 路線沿革
    - 2005年11月12日-12月11日 西日本鉄道・日田バス・九州産業交通の3社共同において、福岡 - 黒川温泉線の試験運行を実施。座席定員制（予約不要だが満席の場合は乗車不可）。
      - 運行ルートは博多駅交通センター - 西鉄天神バスセンター - 福岡空港（国内線） - 黒川温泉 - 瀬の本

    - 2006年3月19日-12月3日 2度目の試験運行。運行事業者およびルートは前回と同じ（2006年4月1日からは九州産業交通に代わり九州産交バスが運行）。予約指定制に変更。
    - 2007年3月3日 通年運行開始。
      - 新たに高速基山・道の駅小国（ゆうステーション）・南小国町役場前の3バス停を追加。また、高速バス初の試みとして、福岡行きのみゆうステーションで20分間停車するようになった。

    - 2009年7月27日 杖立、満願寺入口、バイパス田の原に停車
      - 運行会社が九州産交バスと日田バスの2社に（西鉄が運行撤退、福岡側の予約・出札業務ならびに運行支援のみおこなう）

    - 2012年4月1日 ダイヤ改正により運行内容を一部変更
      - 新たに「日田バスセンター」に停車開始。これに伴い、福岡 - 黒川間および日田 - 黒川間の往復・ペア乗車券を発売開始。

    - 2015年4月1日 ダイヤ改正。
      - 2往復増便により1日4往復8便に。
      - 福岡空港乗り場がこれまでの国内線から国際線ターミナルに変更。

    - 2016年4月15日 熊本地震により運休。
    - 2016年4月23日 運行再開。福岡発最終便、黒川温泉発始発便を運休し1日3往復の運行。全便、日田バスの担当となる。国道212号線が不通となったため日田 - ゆうステーション間で国道210号・県道12号・ファームロード経由で迂回運行し、杖立には停車しなくなる[8]。
    - 2016年5月1日 運休前と同様、日田バス・九州産交各2往復の4往復で運行開始。ただし迂回運行は継続。
    - 2016年6月20日-7月15日 熊本地震後の観光需要喚起を目的として「今こそ、高速バスで行こう！キャンペーン」を実施し、期間内のみ最大運賃を1,500円とする[9]。
    - 2016年10月21日 国道212号・杖立経由での運行を再開[10]。
    - 2017年4月1日 博多バスターミナルと西鉄天神高速バスターミナルの停車順を入れ替え、西鉄天神高速バスターミナル始発着・博多バスターミナル経由となり、福岡市内の運行経路も一部変更。
    - 2019年10月1日　日田バスセンターが日田バスターミナルへ名称変更する事に伴い停留所の名称も変更される。
    - 2022年7月1日 黒川温泉 - 瀬の本を延伸。全便が瀬の本発着となる。

運行するすべての高速バス路線でnimocaが使用可能。SUGOCAなど、nimocaと相互利用しているICカード乗車券も使用可能。

### 一般路線バス

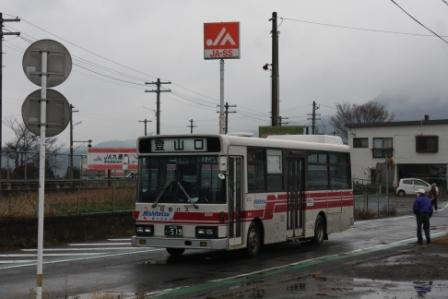
久大本線恵良駅付近を行く森町 - 牧の戸峠線の車両（2012年11月）

#### 杖立線
- 日田BT - 三芳 - 小渕 -（サッポロビール九州日田工場）- 木の花ガルテン前 - 中川原 - 大山振興局前 - 奥日田観光案内所前 - 烏宿うめひびき入口 - 中鎌手 - 松原 - 五馬入口 - 杖立
- 日田BT - 竹田新町 - 小渕 - サッポロビール九州日田工場 - 木の花ガルテン前 - 中川原 - 大山振興局前 - 奥日田観光案内所前 - 上野瀬部 - 中鎌手 - 松原 - 五馬入口 - 杖立
日田から大山地区を経て杖立温泉へ向かう路線。国道212号を利用して大山川沿いに登っていく。かつては、福岡発の高速バス「ひた号」も、日田BTからは一般の路線バスと同様に利用できたが、2009年に杖立発着便は廃止された。一部の便は杖立で、産交バスの杖立 - 小国ゆうステーション - 阿蘇駅線と接続する。松原でも日田市営バス（予約制）と接続する。

#### 五馬線
- 日田BT - 竹田新町 - 小渕 - 桃山町（日田自動車学校） - 二本木 - 花香 - 近原 - 中村 - 五馬入口

#### 小鹿田線
- 日田BT - 市役所前 - 城内・豆田入口 - 慈眼山前 - 昭和学園前 - 天神町 - 済生会病院入口 - 三和団地 - 下藤山 - 殿町 -（今村）- 皿山
かつては下藤山 - 皿山間の区間便以外は、日田から先で栃原線と直通運行となっていた。

#### 森町線
- 日田BT - 三芳 - 中川駅前 - 高塚 - 上代太郎 -（北山田小学校）- 北山田駅前 - 戸畑 - 塚脇 - 森駅前 - 森町
- 日田BT - 三芳 - 中川駅前 - 天瀬駅前 - 慈恩の滝 -（北山田小学校）- 北山田駅前 - 戸畑 - 塚脇 - 森駅前 - 森町
日田と玖珠町中心部を結ぶ路線。ほぼ国道210号を進むが、高塚経由便は途中県道54号を経由する。日田 - 高塚間の区間便もある。かつては北山田小学校 - 高塚間の区間便もあった。

#### 昭和学園行き直行バス
- 日田BT発 昭和学園前行
1日片道1本のみの運行。一般客の乗車も可能。学休日運休。

#### 甘木幹線（管理受託路線）
- □ 40
  - JR二日市駅 - 朝倉街道 - 針摺東 - 山家道 - 篠隈 - 甘木 - 甘木営業所
  - JR二日市駅 - 朝倉街道 - 針摺東 - 山家道 - 篠隈 - 甘木 - 三連水車の里 - 高山（こうやま） - 原鶴 - 上原鶴サンライズ前 - 杷木
- □ 41
  - JR二日市駅 - 朝倉街道 - 針摺東 - 山家道 - 篠隈 - 甘木 - 三連水車の里 - 高山 - 原鶴温泉 - 上原鶴サンライズ前 - 杷木

2016年11月1日より西日本鉄道からの管理委託を受けた路線で、当路線の内約4割の便（乗務員が杷木で現地出退勤していた運用）を日田バスが運行する。これに伴い、杷木発着所に杷木営業区が設置された。

#### 日田彦山線BRT（管理受託路線）
- 日田駅 - 夜明駅 - 大行司駅 - 彦山駅 - 添田駅

JR九州バスが運行する路線（事業主体はJR九州）で、2023年8月28日に開業した。開業時よりその一部の便の運転、運行管理等を受託している。

### 日田市コミュニティバス

#### 日田市内循環バス「ひたはしり号」

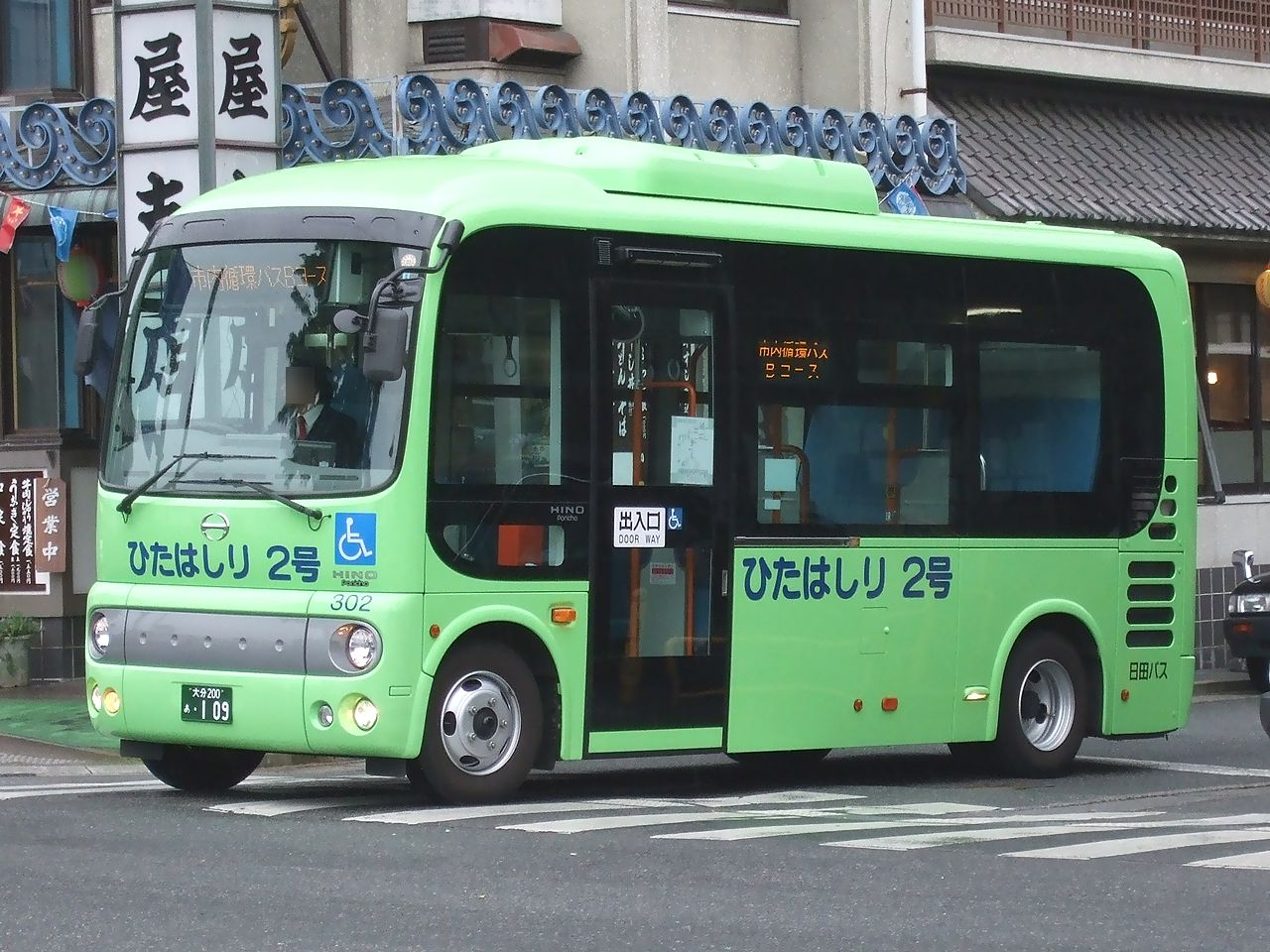
ひたはしり号

- Aコース  日田BT - 竹田新町 - 銭渕橋 - 鏡坂 - 中ノ島町 - 長者原団地 - 石井 - 三隈中前 - 聖陵岩里病院 - 玉川町 - パトリア前 - 日田BT
- Bコース  日田BT - 五反田病院 - 田島町 - 総合運動公園 - 城内団地 - 日田高前 - 城内・豆田入口 - 市役所前 - 大原前 - 日田BT - 竹田新町 - 誠和町 - 琴平町 - 隈温泉旅館街 - 本町 - 日田BT
- Cコース  日田BT - 咸宜園前 - 豆田町 - 月隈団地 - 日田インター口 - 光岡駅前 - 朝日ヶ丘団地 - 小迫町 - 山田入口 - 小迫町 - 日田インター口 - 日田リハビリテーション病院 - 昭和学園前 - 城内・豆田入口 - 市役所前 - 日田駅北広場 - 日田BT

日田市中心部を循環するコミュニティバスで、2010年4月1日よりそれまでのコミュニティバス「ひためぐり号」に代わって運行開始。専用車両が新車の日野・ポンチョに変更され、生活利用を重視した路線に変更された。2023年2月13日改正で、それまでの4コース5路線から3コースに再編された。
2013年3月23日よりnimoca、SUGOCA等のICカード乗車券の利用が可能となっている。日田BTでは乗継割引もある。
運行開始当初は初乗り140円、最大200円の区間制運賃であったが、2016年6月1日より100円均一運賃の実証実験中。

## 臨時バス

### 高速バス

#### 九州池田記念墓地公園 - 福岡線
九州池田記念墓地公園 -大分自動車道 -高速基山- 筑紫野 - 西鉄天神高速BT - 博多BT
- 彼岸、お盆期間に運転。予約、座席指定制。
交通系ICカードも利用が可能である。

#### OJIRAN（おじらん）号
- 博多BT - 天神高速BT - 日田インター口 - 昭和学園前 - 城内・豆田入口 - 市役所前 - 日田駅北口 - 日田BT
福岡 - 日田間の速達便。2011年夏より観光シーズンの土日・祝日に運行。2012年度より予約制となった。西鉄高速バスとの共同運行。

## 主な廃止路線

### 高速バス

#### 杖立 - 日田 - 福岡線
- 杖立 - 日田BC - 西鉄天神BC（現・西鉄天神高速BT） - 福岡交通C（現・博多BT）
2009年7月27日廃止。代替措置として同日より黒川 - 福岡線が杖立に停車するようになった。

#### 高塚 - 日田 - 福岡線
- 高塚 - 日田BC - 西鉄天神BC - 福岡交通C
2009年7月27日廃止。

#### 福岡 - 九重線
- 牧の戸峠 - 中村駅 - 天ヶ瀬 - 日田BC - 甘木IC - 西鉄天神BC - 福岡交通C
「くじゅう号」の愛称がつけられていた。廃止時期不明。

#### 日田 - 湯布院線
- 由布院BC - 日田BT（直通）（亀の井バスとの共同運行）
2018年12月1日から2019年9月30日まで運行。

#### 大分・別府 - 日田 - 長崎線「サンライト号」
- 大分新川 - 別府北浜 - 高速日田 - 大村インター - 諫早インター - 長崎駅前（交通会館）
大分バス・大分交通・亀の井バス・長崎自動車・長崎県交通局と共同運行
1日7往復のうち各停便(1日3往復)の1往復を担当。日田バスの乗務拠点が起終点にないため、途中の高速日田で乗務員交替を行っていた。 2015年6月30日をもって運行から撤退、路線自体は存続。

#### 大分・別府 - 高速日田 - 福岡「とよのくに号」
- 大分 - 別府北浜 - 高速日田 - 高速基山 - 西鉄天神高速バスターミナル - 博多バスターミナル
- 大分 - 高速別府湾・APU - 日田バスセンター - 日田温泉入口
大分バス・大分交通・亀の井バス・西日本鉄道と共同運行
各停便（1日5往復）の全便と日田発着系統の1.5往復を担当。日田バスの乗務拠点が起終点にないため、途中の高速日田で乗務員交替を行う便があった。車両についても、入出庫のため「ひた号」との込み運用であった。
2015年4月1日ダイヤ改正で、1日1.5往復のみ日田BC - 大分新川の区間便が新設されたが、2016年11月1日をもって各停便および日田発着系統を休止し、運行から撤退。路線自体は存続。

### 特急バス

#### くじう号
- 福岡 - 九重間で西鉄と共同運行。1962年6月16日運行開始。当初の所要時間は4時間45分。
廃止時期不明。

### 一般路線バス

#### 高速日田線
- 日田BC - 市役所前 - 城内・豆田入口 - 慈眼山前 - 昭和学園前 - 高速日田
高速日田で「とよのくに」各停便の大分方面と接続するようダイヤが組まれていた。廃止時期不明。

#### 森町・高塚 - 森駅 - 牧の戸線
- 高塚 - 上代太郎 - 北山田駅前 - 戸畑 - 塚脇 -  森駅前 - 恵良駅 - 九重町役場 -  九重インター -  中村駅 - 九酔渓 - 筌の口（大吊橋前） - 飯田小学校 - 湯坪 - 筋湯 - 九重登山口
- ノンストップ：九重インター - 筌の口（大吊橋前）
「九重"夢"大吊橋」へのアクセスのために、福岡発着の高速バス「とよのくに」（各停便）に接続する九重インター - 筌の口間のノンストップ便が土曜・休日のみ1.5往復運行されていた。廃止時期不明。

#### 桐尾線
- 日田BC - 光岡駅前 - 夜明駅前 - 大鶴 - 古田
日田BCから夜明駅前を経由して大鶴方面へ向かう路線。2002年4月1日廃止、日田市の老人福祉バスに移管。

#### 栃原線
- 日田BC - 中川原 - 中鎌手 - 松原ダム - 栃原団地
日田から大山地区を経て中津江地区へ向かう路線。松原ダムで国道212号をはなれ、梅林・蜂の巣の両ダム湖沿いに県道を進んで終点の栃原団地へ至る。松原ダム - 栃原団地間の区間便以外は、日田から先で小鹿田線と直通運行となっていた。一部の便は栃原団地で、日田市営バスの中津江線・川原線・上野田線へ乗り継ぐことができた。2010年4月1日廃止、日田市営バスが松原ダム - 栃原団地間を引き継いだ。日田BC - 松原ダム間は松原ダム線（のち松原線）として存続。

#### 松原線
- 日田BC - 竹田新町 - 小渕 - 木の花ガルテン - 中川原 - 大山振興局 - 中鎌手 - 松原
松原では日田市営バス（予約制）と接続していた。2013年4月1日改正で杖立線に統合。

#### 龍門線
- 森町 - 森駅 - 恵良駅 - 龍門の滝 - 田代
2011年10月1日廃止。

#### 急行久留米線
- 高塚 - 中川駅 - 日田BC - 竹田新町 - 鏡坂 - 大野原 - 浮羽発着所 - 吉井営業所 - 吉井駅前 - 田主丸中央 - 善導寺 - 西鉄久留米 - JR久留米駅
運行当時は全区間で急行運転を行っており、停車地は以下のとおり。千本杉 - JR久留米駅間相互の利用はできなかった。
高塚 - 中川駅前 - 三芳 - 日田BC - 竹田新町 - 鏡坂 - 大野原 - 浮羽発着所 - 吉井営業所 - 吉井駅前 - 扇島 - 浮羽究真館高校前 - 殖木 - 田主丸中央 - 唐島 - 牧 - 常持 - 善導寺 - 津遊川 - 追分 - 千本杉 - 西鉄久留米 - 六ツ門 - JR久留米駅
2012年9月30日をもって浮羽発着所 - JR久留米駅間は廃止、残存区間は浮羽線に引き継がれた。

#### 浮羽線
- 急行：高塚 - 中川駅 - 日田BC - 竹田新町 - 鏡坂 - 大野原 - 浮羽発着所
上述の「急行久留米線」の残存区間を引き継いだ路線[16]。主に国道210号を運行する急行便。末期は1往復の運行であったが、2012年11月20日までは日田-浮羽発着所間の区間便も1往復運行されていた。区間短縮後もしばらくは急行路線扱いであったが、2013年4月からはそのほかのローカル線と同じように案内されるようになった。2014年5月21日廃止[17]。なお、nimocaなどのICカードやグランドパス65等の西鉄発行の乗車券類が使用できたが、日田 - 高塚間のみを利用する場合にはnimocaは使用不可であった。

#### 急行朝倉街道線
- 高塚 -  中川駅 - 日田BC - 玉川町 - 夜明駅前 - 杷木発着所 - 原鶴温泉 - 比良松 - 甘木BC - 新町 - 篠隈 -  朝倉街道
運行当時の急行運転区間は、高塚 - 甘木BC間であった。また、この路線は西鉄バスとの重複区間も肉声放送だった。2012年9月30日をもって杷木発着所 - 朝倉街道間は廃止、残存区間は急行杷木線に引き継がれた。

#### 急行杷木線
- 急行：高塚 - 中川駅 - 日田BC - 杷木
上述の「急行朝倉街道線」の残存区間を引き継いだ路線[16]。国道386号を運行する急行便。1往復のみの運行で、表示停留所のみ停車。浮羽線とともに2014年5月21日廃止。浮羽線同様、nimocaなどのICカードやグランドパス65等の西鉄発行の乗車券類が使用できたが、日田 - 高塚間のみを利用する場合にはnimocaは使用不可であった。

#### 本城線
- 天瀬駅 - 本城 - 古賀 - 近原
2013年4月1日廃止、日田市乗合タクシーに移管。

#### 山浦線
- 森町 - 森駅 - 塚脇 - 泊里 - 北山田駅 - 杉河内 - 山浦農協 - 下園
2013年4月1日廃止、日田市乗合タクシー、玖珠町ふれあい福祉バスに移管。

#### 日出生線
- 森駅 - 森町 - 清水瀑園 - 日出生公民館
玖珠町から運行補助金を受けていた路線で、SUNQパスの利用は不可であった。2013年4月1日廃止、玖珠町ふれあい福祉バスに移管。

#### 井町線
- 日田BC - 竹田新町 - 銭淵 - 鏡坂 - 下石井（ - 柳又） - 長渓
西鉄バスの吉井 - 浮羽 - 日田線廃止の代替として2003年4月1日に開設。2013年4月1日改正で夜明循環線に改編、柳又経由は廃止。

#### 森町 - 牧の戸峠線
- 森町 - 森駅 - 九重町役場 - 九重インター - 中村駅 - 九酔渓 - 筌の口 -大吊橋中村口 - 飯田小学校 - 飯田高原局 - 湯坪 - 筋湯 - 九重登山口 - 牧の戸峠
- 大吊橋中村口 - 四季彩町田牧場 - 中村駅
- 飯田小学校 - 大将軍 - 九重登山口
飯田高原・九重山へ向かう路線。県道678号・県道409号・国道210号と久大本線の線路沿いに進み、九重インター・豊後中村駅を経由した後、県道40号で飯田高原へと登っていく。大将軍経由便は土曜・休日の飯田小学校発九重登山口行片道1本のみ運行。四季彩町田牧場経由は大吊橋中村口発中村駅行片道1本のみ、他に飯田小学校発桂茶屋行きの区間便もあった。
2011年10月1日に九重町営バスと重複する「恵良駅前」など一部の停留所が廃止[18]、2016年10月1日に全線廃止。豊後森駅 - 牧の戸峠間は九重町コミュニティバスへ移管された[19]。

#### 千町無田線
- 飯田小学校 - 高原診療所 - 筌の口 - 北方 - 千町無田 - 飯田小学校
- 飯田小学校 - 筌の口 - 北方 - 千町無田 - 飯田小学校 - 高原診療所
2016年10月1日廃止。九重町コミュニティバスへ移管された[19]。

#### 山手線
- 日田BT - 三本松 - 亀山公園 - 三隈橋北 - 下石井 - 石井小学校 - 山手 - 小山小学校
2020年4月30日廃止。日田市乗合デマンドタクシーに移管。

#### 済生会線
- 日田BT - 市役所 - 城内・豆田入口 - 慈眼山 - 昭和学園 - 高速日田 - 済生会病院
土曜日1往復のみ運行。済生会病院へのアクセスは大交北部バスの日田 - 医療センター線が主であったが、同線も後に廃止されている。2020年4月25日廃止、日田市乗合デマンドタクシーに移管。

#### 有田線
- 日田BT - 市役所 - 城内・豆田入口 - 慈眼山 - 昭和学園裏門 - 上手 - 高速日田 - 札町局前 - 羽田町公民館 - 岩下
2020年4月30日廃止、日田市乗合デマンドタクシーに移管。

#### 大野線
- 日田BT - 竹田新町 - 高瀬 - 中川原 - 赤石小学校前 - 前津江振興局 - 座目木
日田から前津江地区へ向かう路線。仙頭屋敷 - 赤石小学校前間は複乗する。2020年4月30日廃止、日田市乗合デマンドタクシーに移管。

#### 出野線
- 日田BT - 竹田新町 - 銭淵 - 高瀬農協 - 誠和町 - 松金 - 出野 - 星払
2020年4月30日廃止、日田市乗合デマンドタクシーに移管。

### コミュニティバス

#### ひためぐり号
- 日田市老人福祉センター－日田天領水の里間、誠和町－サッポロビール工場間
2010年4月1日廃止。残存区間はひたはしり号と朝日ヶ丘 - 桃山線に再編。

#### 朝日ヶ丘 - 桃山線
- 朝日ヶ丘団地- 光岡駅 - 林工西口 - 日田インター口 - 月隈公園 - 豆田町 - 日田BC - 隈温泉旅館街 - 銭淵 - 桃山町（日田自動車学校）
2012年4月1日路線改編により発展的解消。

#### 桃山線
- 日田BC - 隈温泉旅館街 - 竹田新町 - 桃山町（日田自動車学校）
2012年4月1日、前述の朝日ヶ丘 - 桃山線を再編し運行開始。2013年4月1日、五馬線に統合され廃止。

#### 玖珠町まちなか循環バス
- 西回り  わらべの館前 - 塚脇 - 森駅前 - 道の駅 - わらべの館前
- 東回り  わらべの館前 - 道の駅 - 森駅前 - 塚脇 - わらべの館前
玖珠町中心部にある公共施設、商店、金融機関、観光施設、豊後森駅、道の駅童話の里くす（玖珠バスストップ前）などを巡回するコミュニティバスで、愛称はリラッくすバス。2010年10月1日に運行開始した[20]。運賃は区間制で初乗り140円、最大200円。
運行開始当初は所定期間ごとに日田バスと玖珠観光バスが交代で運行を担当していたが、2015年度以降は通年で玖珠観光バスによる運行となっている。

#### 杷木線
- 日田BT - 玉川町 - 夜明駅前 - 穂坂 - 杷木
2013年4月運行開始。1日1往復のみ。nimoca等のICカード乗車券は使用できない。2020年4月30日廃止。

#### 杷木循環線
- 日田BT - 玉川町 - 夜明駅前 - 杷木山 - 杷木- 杷木山 - 長渓 - 鏡坂 - 竹田新町 - 日田BT
2013年10月1日運行開始。杷木山 - 杷木間は複乗する。日祝は運休であった。2020年4月30日廃止。

#### 夜明循環線
- 日田BT - 竹田新町 - 銭淵 - 鏡坂 - 下石井 - 長渓 - 夜明駅前 - 南友田 - 玉川町 - 日田BT
2013年4月1日に高井町線を改編。土曜日は右回りのみ、日祝は運休であった。2020年4月30日廃止、日田市乗合デマンドタクシーに移管。

#### 夜明関循環線
- 日田BT - 竹田新町 - 銭淵 - 鏡坂 - 下石井 - 長渓 - 関 - 夜明駅前 - 南友田 - 玉川町 - 日田BT
2020年4月30日廃止、日田市乗合デマンドタクシーに移管。

#### 日田市内循環バス「ひたはしり号」
- Aコース  日田BT - 竹田新町 - 鏡坂 - かんぽの宿 - 玉川町 - パトリア前 - 日田BT
- Bコース  日田BT - 市役所前 - 城内・豆田入口 - 日田高前 - 田島団地入口 - 日田BT
- Cコース  日田BT - 竹田新町 - 琴平町 - 銭渕橋 - 鏡坂 - 三隈中前 - 玉川町 - 日田BT
- Cコース  日田BT - 本町 - 隈温泉旅館街 - 竹田新町 - 一ノ宮病院前
- Dコース  日田BT - 豆田町 - 日田インター口 - 光岡駅前 - 朝日ヶ丘団地 - 小迫町 - 日田インター口 - 昭和学園前 - 城内・豆田入口 - 市役所前 - 日田BT
2010年4月1日より、それまでのコミュニティバス「ひためぐり号」に代わって運行開始。2023年2月13日改正で3コースに再編。

## 鉄道代行バス（貸切）

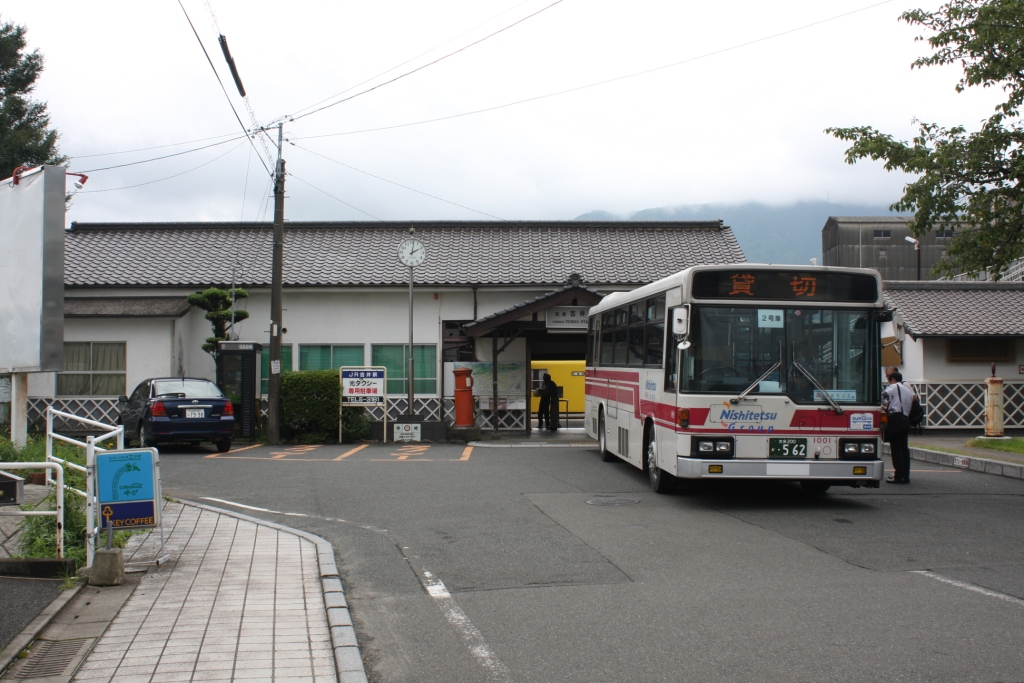
久大本線筑後吉井駅前に停車中の代行バス（2012年8月）

平成24年7月九州北部豪雨で久大本線が被災したことに伴い、同年7月下旬から8月24日まで代行バスを貸切扱いで西鉄バス久留米と共に筑後吉井駅 - 日田駅間で運行した。このバスは、日田バスと西鉄バス久留米の路線車のほかに同会社の貸切車も使用された。また、平成29年7月九州北部豪雨により光岡駅-日田駅間の花月川橋梁が流失したことにより、同区間で2018年7月13日までのおよそ1年間、代行バスを運行した。なお、後に日田彦山線代行バスも筑前岩屋駅-日田駅間の一部便を担当している。

## 車両
- 乗合車は全車大分ナンバー、貸切車は大分ナンバーと久留米ナンバーの車両が存在する。なお、西日本鉄道からの管理受託車両は高速車（日田第2自動車営業所）が大分ナンバー、一般路線車（杷木第2自動車営業所）が久留米ナンバーである。JR九州バスからの管理受託で使用する車両については日田彦山線BRT#使用車両を参照のこと。
- 高速バス車両は、西鉄・西鉄観光バスから譲渡された三菱（西工S型・SD-I・C-I）、日産ディーゼル（西工C-I）、西鉄高速バスから譲渡された日野（西工S型）で構成される。近年の西鉄からの譲受車は、西鉄時代の塗色のままで使用されており、側面・後面（一部）にはわかりやすいように「日田バス」と表示されている。また、他にも九州急行バスから譲渡された三菱（西工C-I）も存在していたが、すでに廃車となっている。
- 一般路線バスの車両は自社発注の小型バスと西鉄からの移籍車三菱ローザ、中型は自社発注のトップドア（前扉）車と西鉄系列から譲渡されたいすゞ車・日産ディーゼル車が現存している。2016年11月に甘木幹線の運行を受託した際に、杷木営業所に西工B型(三菱ふそうシャーシ)が甘木支社（3413号車のみ新たに百道浜営業所）から転入した。このうち3台はスロープ付き車両となっている。2018年には土井営業所、2019年には新宮営業所から西工B型(日産ディーゼル)が転入し、2019年からは西武バスから移籍したいすゞエルガノンステップ車が登場した。
- コミュニティバスは、「ひたはしり号」には、専用の車両（日野・ポンチョ）3台が、桃山線には三菱ふそう・ローザが使用される。「ひたはしり号」車両が検査などで使用できない時は、ローザが代走する。

自社の所属車両については、本来営業所表記はなかったが、西鉄時代の塗色のままの譲受車両のうち高速用車両全車と一部小型車については、管理受託車両と同じ「○日」を表記するようになった。杷木営業区の車両には「○杷」と表記されている。

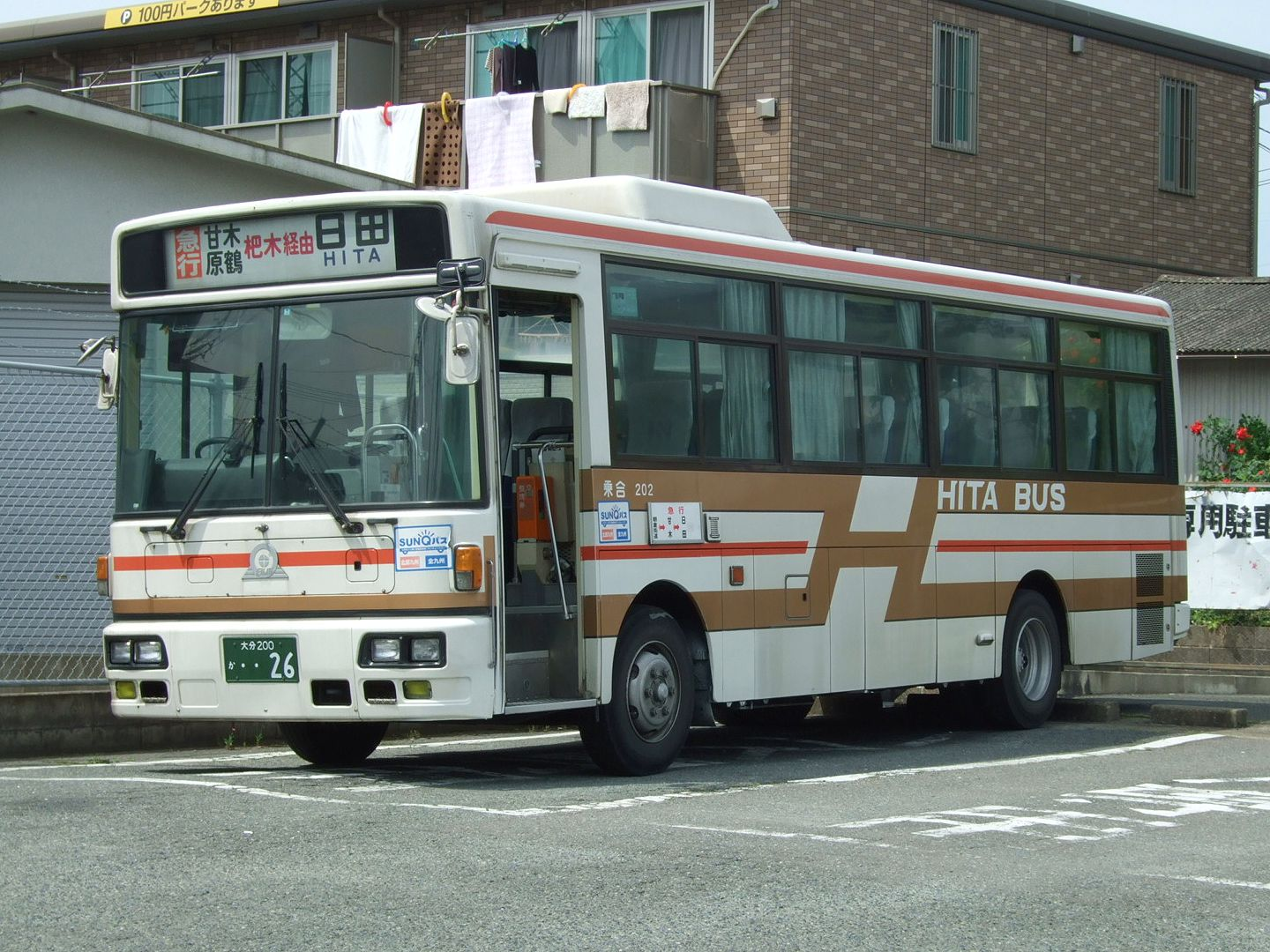
202 自社発注車の中型車。1990年代に小型観光バスで採用されて以降、自社発注や西鉄グループ外から移籍の一般路線車はこの塗色となっている。
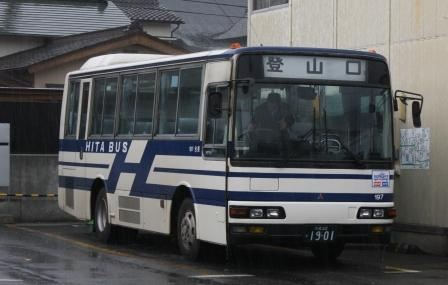
197 1994年まで導入された中型一般路線車はこの塗色であった（現在は全車廃車となり消滅）。
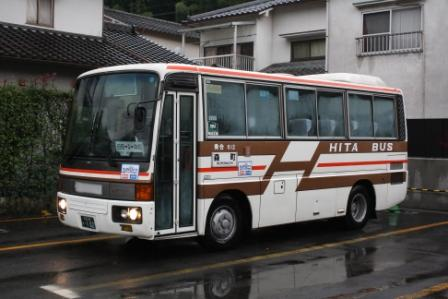
612 自社発注車の小型車。1991年に導入されたオリジナル塗装の小型車。
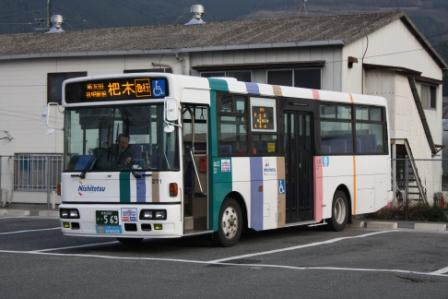
271 西鉄グループ内からの移籍車は西鉄時代の塗装の社名表記などを変更したのみで使用される。

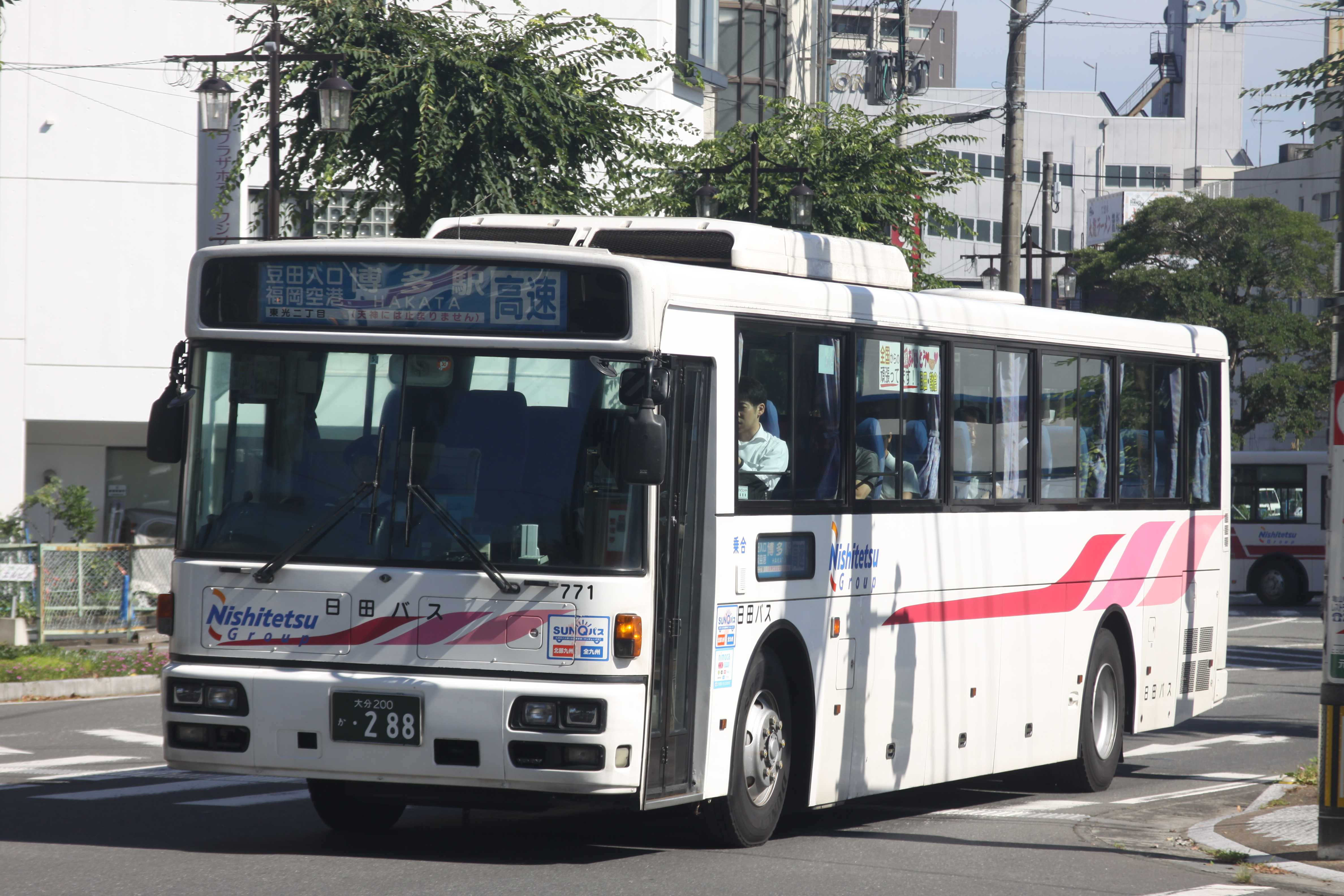
771 高速バス「ひた号」に使用される西鉄から移籍の車両
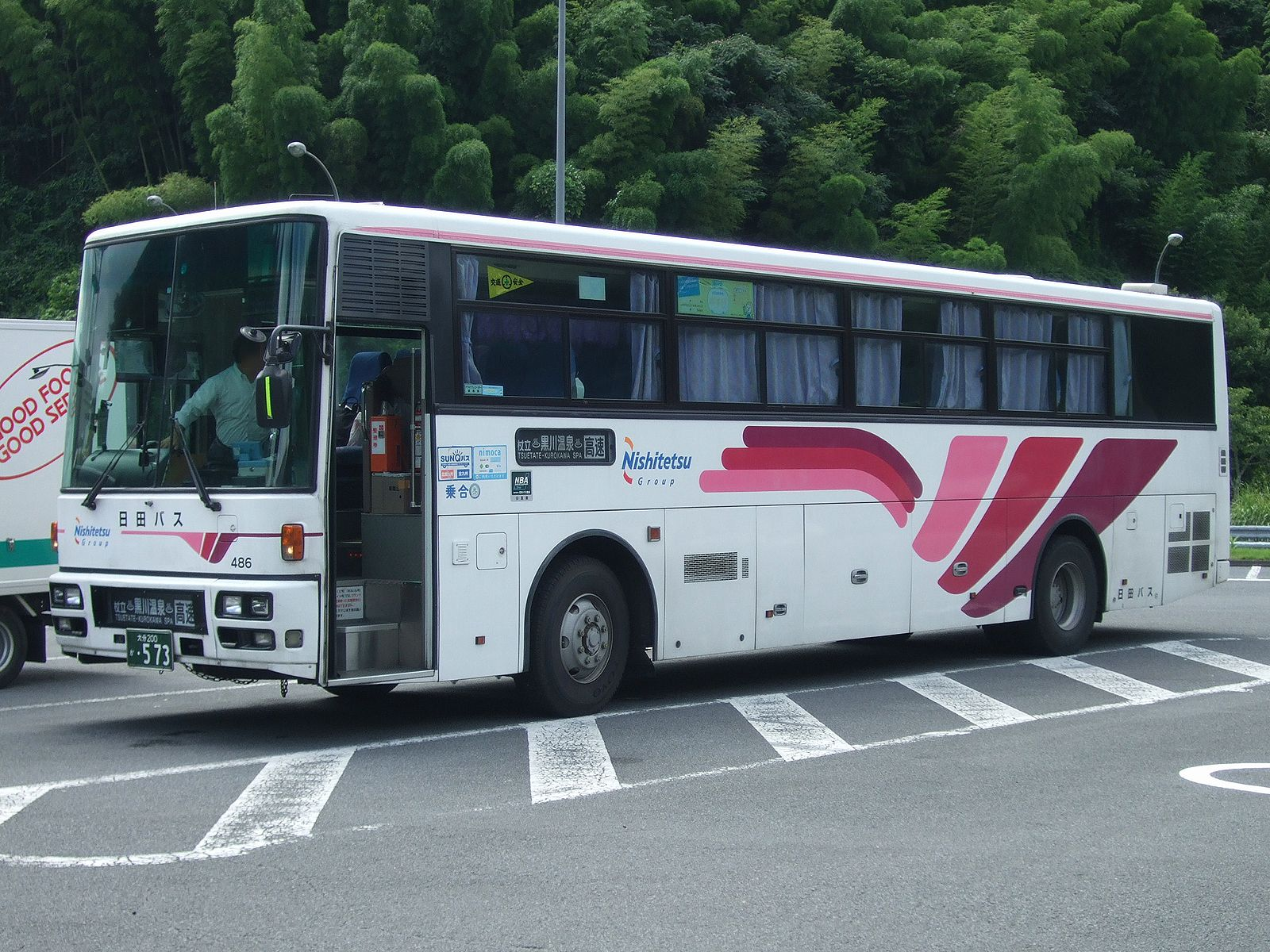
486 高速バス「ゆふいん号」、福岡 - 黒川線で使用される西鉄から移籍の車両
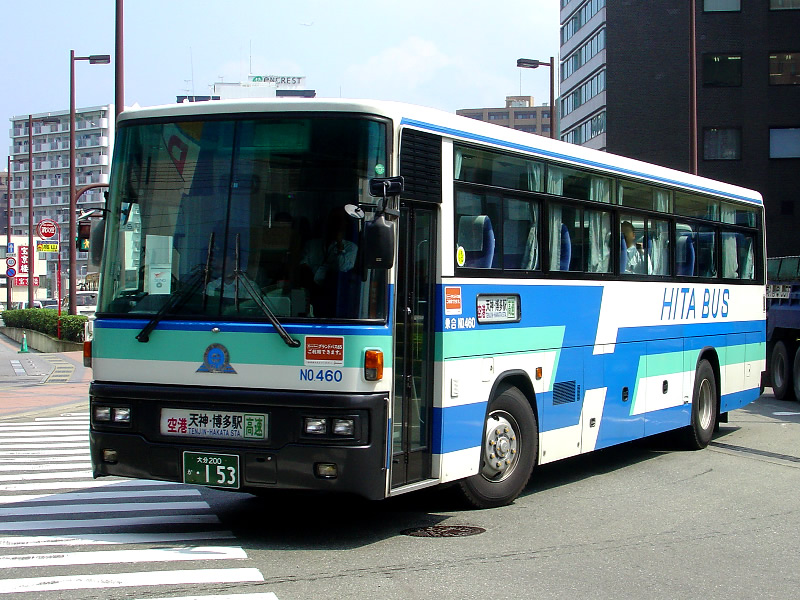
460 高速バス「ひた号」に使用されていたオリジナル塗装の自社発注車。この塗色は2015年頃に全車廃車となり消滅したのち、部分的にデザインを変更し2018年に復活している。
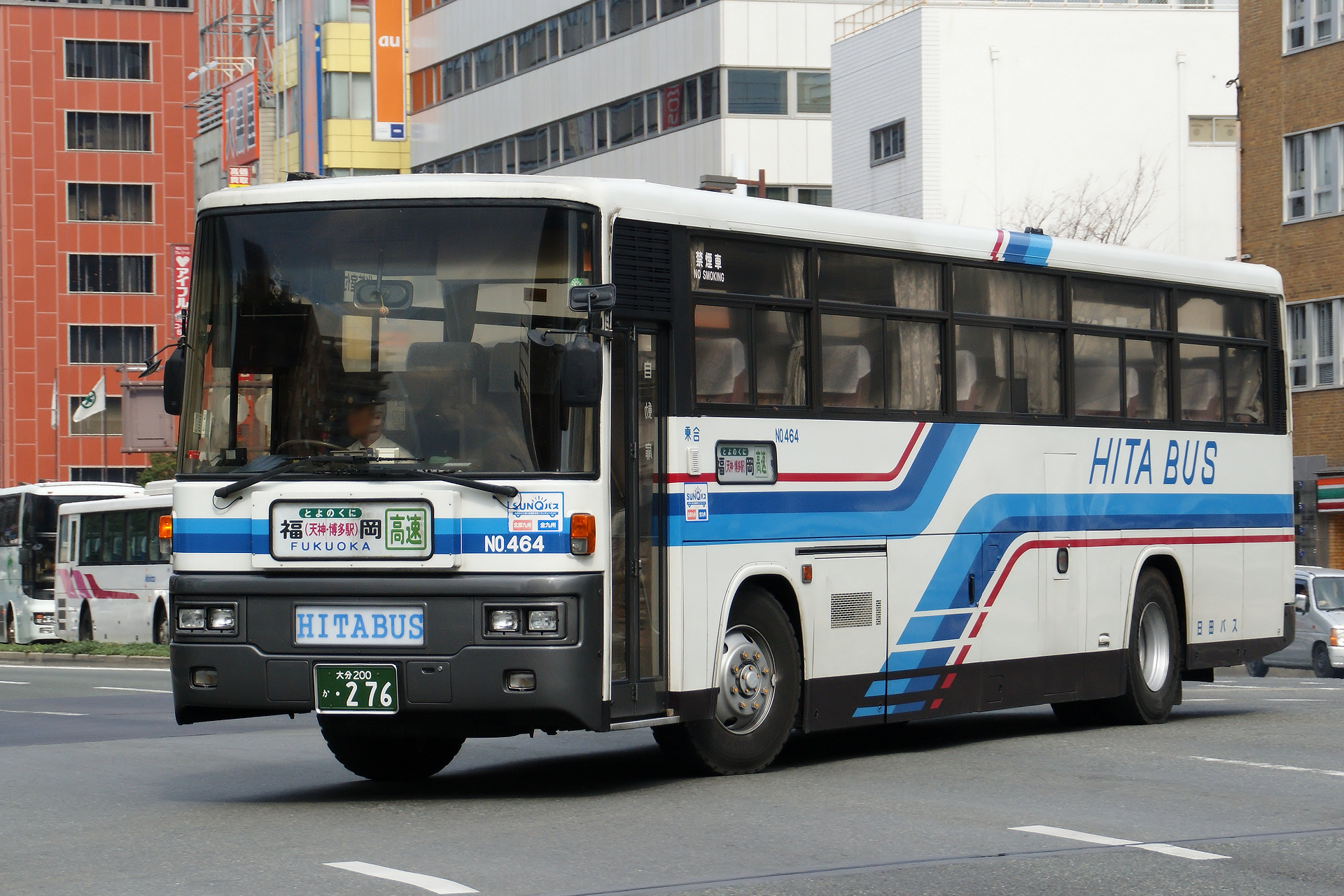
464 かつて日田バスも運行していた高速バス「とよのくに号」用の車両。塗色はかつての「とよのくに号」各社共通カラー。なおこの車両は「とよのくに号」撤退前に廃車となり末期は西鉄から移籍の車両で運行していた。
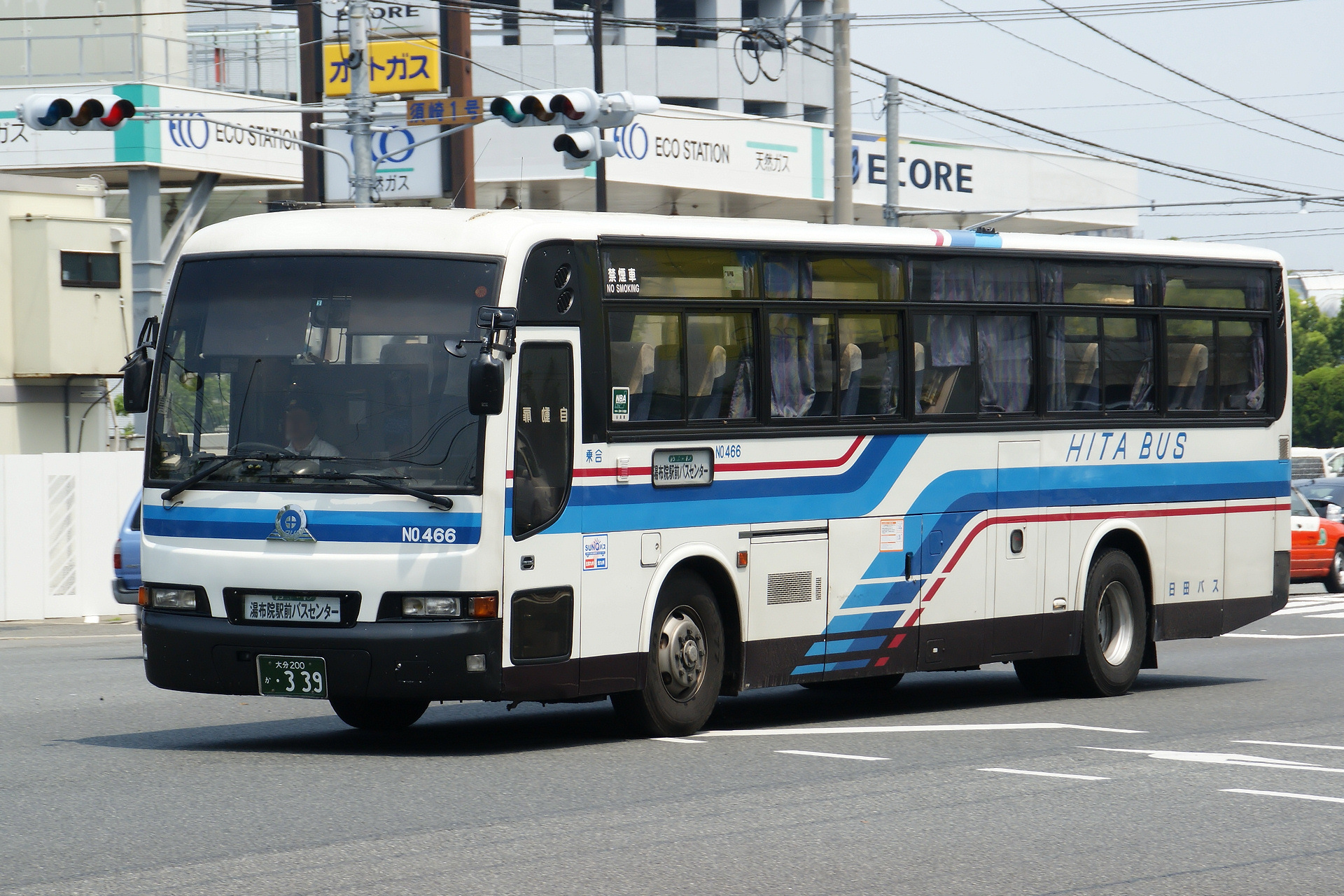
466 九州急行バスからの移籍車で「とよのくに号」各社共通カラーが施されている。

## 貸切バス

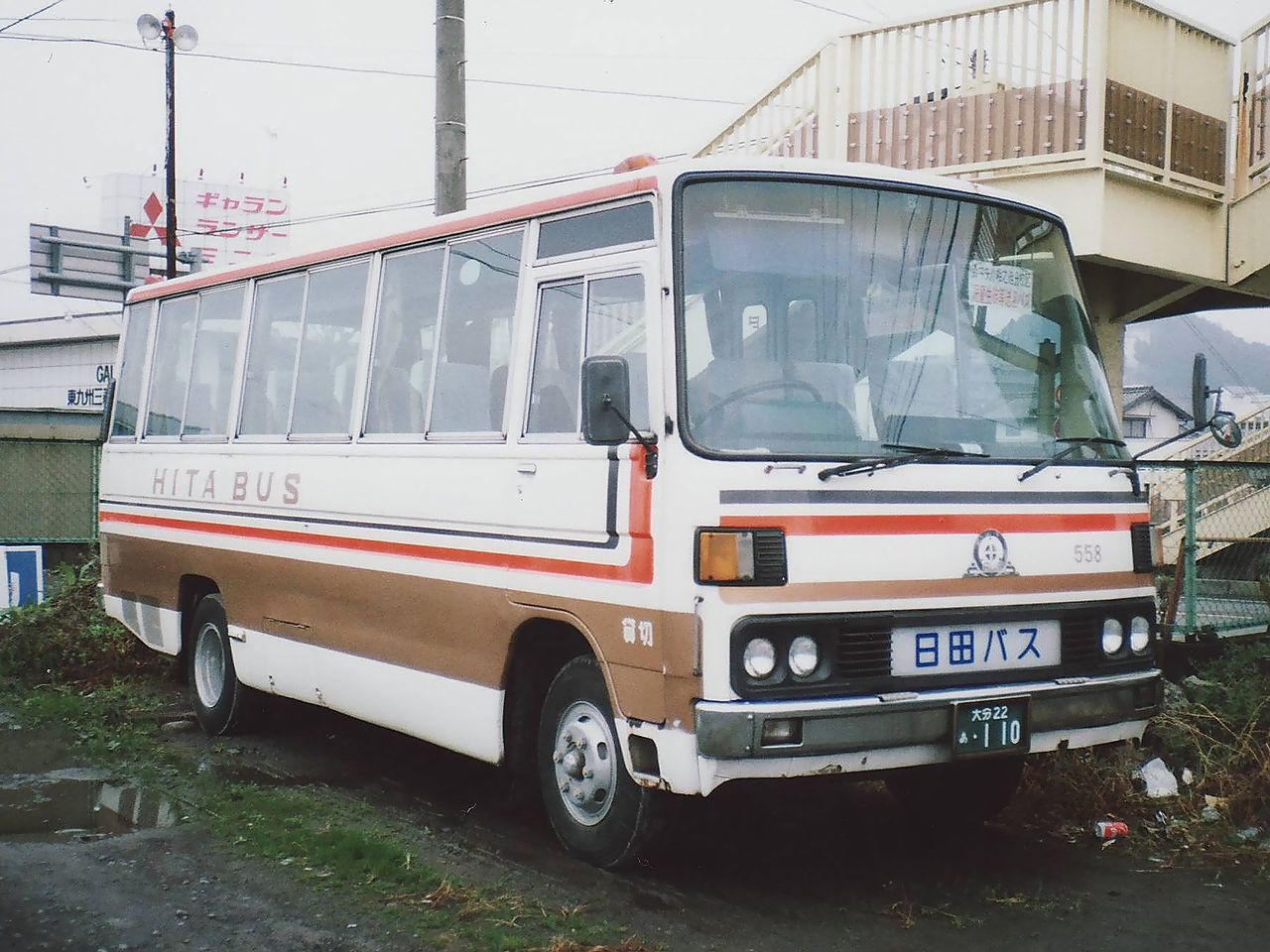
かつての車両

車両は大型は西工C型（C-I、C-II）、中型・小型は純正車を採用しており、自社発注車もしくは西鉄、九州観光バスから譲渡された車両で構成されている。近年貸切減車により高速バスに転用された車両がある。塗色は小型の一部を除いて西鉄グループの貸切カラーのルーセントを使用していたが2006年より水色をベースとした自社カラーの採用が始まった。しかし、再び西鉄観光バスと同様の「青い鳥」塗装が導入され、2012年現在、小型車を除きオリジナル塗装の車両は全廃されている。
その他、ギャンブル輸送として武雄競輪無料直行バス（西鉄吉井営業所 - 武雄競輪場）を運行している。また、かつては西鉄から移管された佐賀競馬場の会員バスを営業していた。

## ICカード乗車券
- 高速バス全線とひたはしり号、西鉄から運用を委託している甘木幹線で使用が可能である。

## その他の業務
路線バス、貸切バス運行の他に、一般車の車検、整備や玖珠町ふれあい福祉バス（道路交通法第79条による自家用自動車の有償運行 ）の運行、玖珠町、九重町スクールバスの運行業務（いずれも白ナンバー）も行なっている。また、不動産賃貸や保険、BT内における物販等も行う。